# Volcán Coronado
Volcán Coronado är en vulkan i Mexiko.   Den ligger i delstaten Baja California, i den nordvästra delen av landet, 1 800 km nordväst om huvudstaden Mexico City. Toppen på Volcán Coronado är 445 meter över havet. Volcán Coronado ligger på ön Isla Coronado.
Terrängen runt Volcán Coronado är kuperad västerut, men åt sydost är den platt. Havet är nära Volcán Coronado åt nordost.  Närmaste större samhälle är Bahía de los Ángeles, 16,3 km söder om Volcán Coronado.